# Pedro Aguirre Cerda (homme politique)
Pour les articles homonymes, voir Pedro Aguirre Cerda et Aguirre.
Pedro Aguirre Cerda, né le 6 février 1879 à Pocuro et mort le 25 novembre 1941 à Santiago, est un homme d'État chilien. Il est président de la République du 25 décembre 1938 à sa mort. Il est le premier président radical élu grâce au Front populaire en 1938. Il met en place un type de gouvernement ressemblant à un New Deal, en créant une sécurité sociale et en nationalisant les entreprises.

## Biographie
Il est le septième des onze enfants de ses parents fermiers Juan Bautista Aguirre et Clarisa Cerda. Il fait ses études à Santiago à l'Institut de pédagogie et en 1900 devient professeur d'espagnol. Il devient avocat en 1904. Il épouse sa cousine et en 1910 vient en France étudier le droit fiscal et administratif à la Sorbonne et l'économie politique au Collège de France. Il revient au Chili en 1914 et enseigne à l'Institut national. 
Il entre en politique et assume tour à tour la charge de député et sénateur. Il adhère au Parti radical et est nommé ministre de l'Instruction sous la présidence de Juan Luis Sanfuentes (1920-1924). Sous la présidence autoritariste du général Carlos Ibanez del Campo (1927-1931), il est un chef de l'opposition opprimé par le régime. Il est ministre de l'Intérieur sous la présidence d'Arturo Alessandri Palma (1932-1938). Il est candidat du Front populaire aux élections présidentielles de 1938 et l'emporte de peu face au candidat libéral-conservateur Gustavo Ross avec 50,1 % des voix.
Le Séisme du 24 janvier 1939 à Chillàn force son gouvernement à mettre en œuvre des changements politiques et sociaux dans le pays, tels que la création de la Corporación de Reconstrucción et de la Corporación de Fomento de la Producción, en plus de la législation sur les normes de construction.
Sur requête du Parti communiste du Chili, il accepte la venue de milliers de réfugiés espagnols fuyant l'instauration du régime franquiste en 1939, et charge le poète Pablo Neruda d'organiser leur arrivée.